# Серафимовское (Ставропольский край)
Серафи́мовское — село в составе Арзгирского района (муниципального округа) Ставропольского края России.

## География
Расстояние до краевого центра: 153 км.
Расстояние до районного центра: 29 км.

## История
Дата основания: 1906 год.
На 1 января 1983 года являлось административным центром Серафимовского сельсовета:10.
До 16 марта 2020 года село образовывало упразднённое сельское поселение село Серафимовское.

## Население
| 1906  | 1907  | 1908  | 1909  | 1911  | 1918  | 1920  |
| ----- | ----- | ----- | ----- | ----- | ----- | ----- |
| 6198  | ↗7447 | ↗7884 | ↗8625 | ↘8233 | ↗9447 | ↘6591 |
| 1926  | 1932  | 1989  | 2001  | 2002  | 2010  | 2011  |
| ↘5540 | ↘3063 | ↘2609 | ↘2600 | ↘2406 | ↘2082 | ↘2079 |
| 2012  | 2014  | 2015  | 2016  | 2017  | 2018  | 2019  |
| ↗2082 | ↘2029 | ↗2051 | ↘2029 | ↗2035 | ↗2049 | ↘2027 |
| 2020  | 2021  |       |       |       |       |       |
| ↘2012 | ↘1907 |       |       |       |       |       |

Национальный состав
По итогам переписи населения 2010 года проживали следующие национальности (национальности менее 1 %, см. в сноске к строке «Другие»):
| Национальность | Численность | Процент |
| -------------- | ----------- | ------- |
| Русские        | 1447        | 69,50   |
| Даргинцы       | 470         | 22,57   |
| Чеченцы        | 32          | 1,54    |
| Туркмены       | 31          | 1,49    |
| Другие         | 102         | 4,90    |
| Итого          | 2082        | 100,00  |

## Органы власти
- Совет муниципального образования села Серафимовского, состоит из 10 депутатов, избираемых на муниципальных выборах по одномандатным избирательным округам. Глава поселения — Наталья Николаевна Ткаченко
- Администрация сельского поселения села Серафимовского

## Инфраструктура
- Центр культуры и досуга
- Библиотека. Открыта 31 марта 1923 года[23]
- Общественное открытое кладбище площадью 43222 м²[24]

## Образование
- Детский сад № 10
- Средняя общеобразовательная школа № 6

## Предприятия
- Сельскохозяйственное предприятие «Серафимовский» (95 работников)

## Памятники
- Обелиск воинам-землякам, погибшим в годы гражданской и Великой отечественной войн. 1966 год[25]
- Обелиск Ю. А. Гагарину. 1968 год[26]
- 24 ноября 2016 года, в рамках проекта «Вернуть достоинство» Российского еврейского конгресса и Центра «Холокост», в Серафимовском был открыт памятник жертвам Холокоста[27].